# Фуенте-де-Санта-Крус
Фуенте-де-Санта-Крус (ісп. Fuente de Santa Cruz) — муніципалітет в Іспанії, у складі автономної спільноти Кастилія-і-Леон, у провінції Сеговія. Населення — 143 особи (2010).
Муніципалітет розташований на відстані близько 120 км на північний захід від Мадрида, 50 км на північний захід від Сеговії.

## Демографія
Динаміка населення (INE ):